# فرودگاه بین‌المللی برمینگهم–شاتلسورث

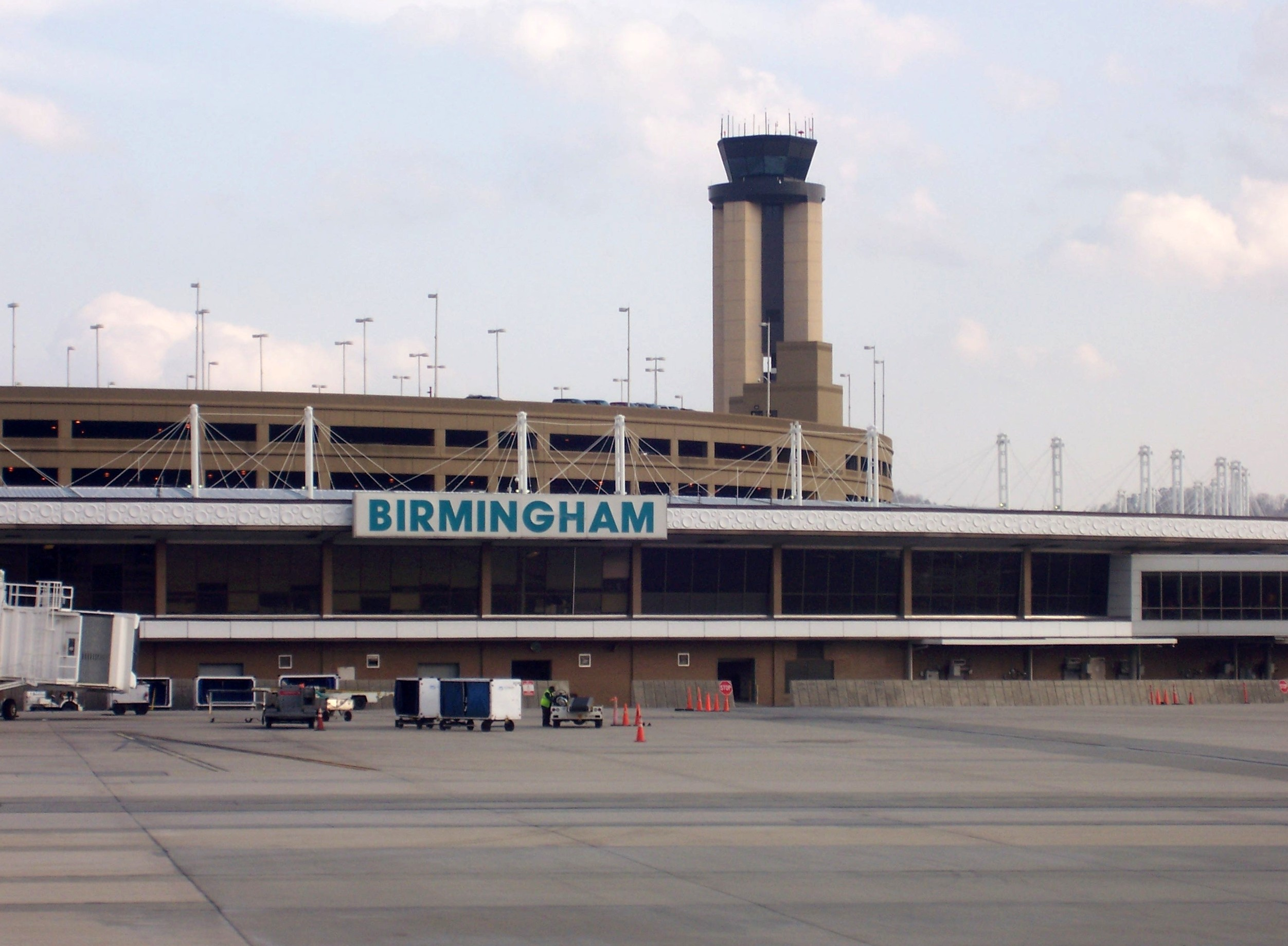
نمایی از فرودگاه

فرودگاه بین‌المللی برمینگهام (به انگلیسی: Birmingham International Airport) فرودگاهی بین‌المللی است که در شهر برمینگهام در ایالت آلاباما واقع شده و از فرودگاه‌های پر رفت‌وآمد آمریکا می‌باشد.
این فرودگاه بزرگترین فرودگاه ایالت است.

## نگارخانه

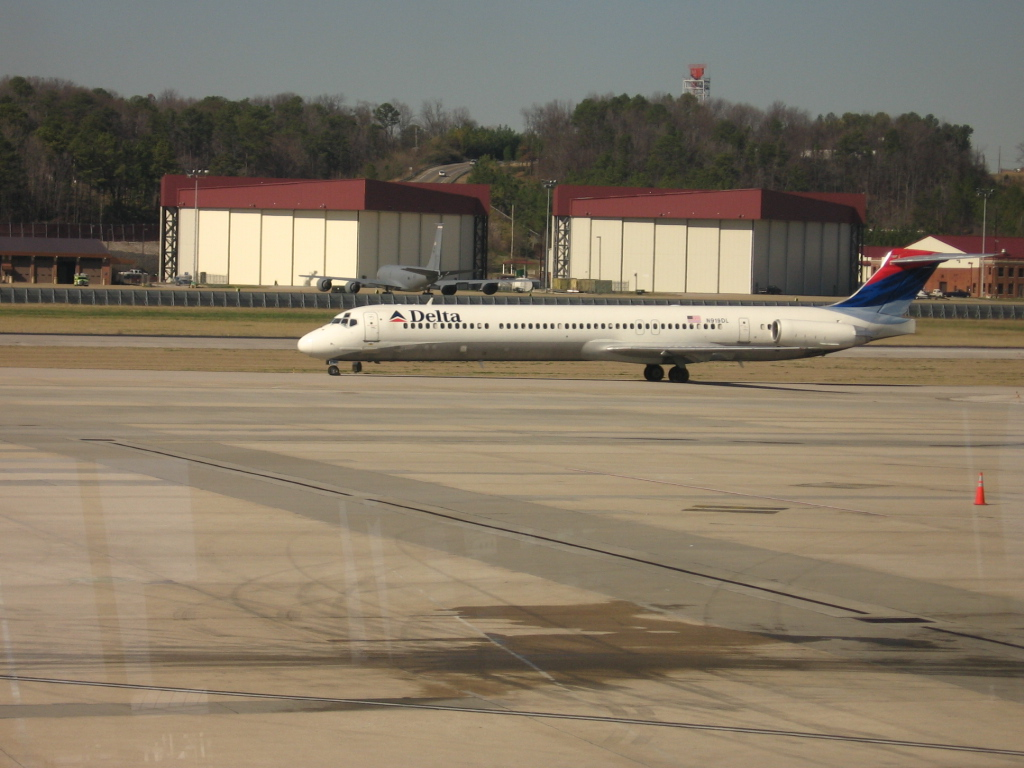
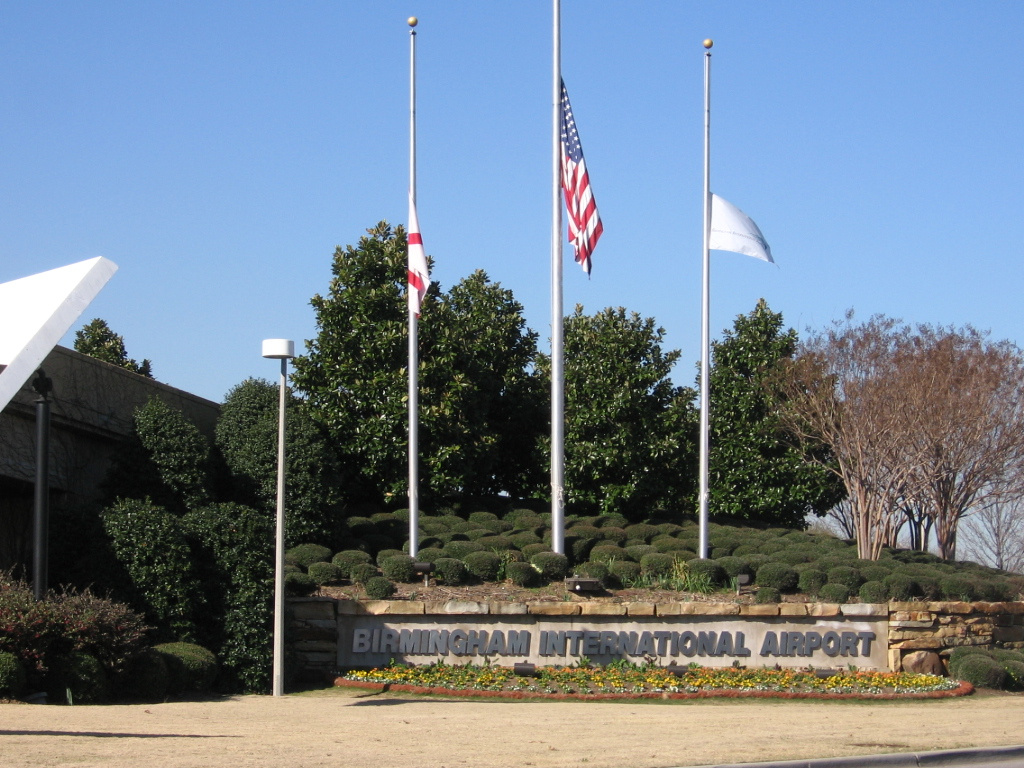